# فرد وولف (پویانما)
فرد وولف (انگلیسی: Fred Wolf؛ زادهٔ ۱۳ سپتامبر ۱۹۳۲) یک پویانما، کارگردان انیمیشن، کارگردان، فیلم‌نامه‌نویس، و تهیه‌کننده اهل ایالات متحده آمریکا است.